# Chania (regional enhed)
Chania (græsk: Περιφερειακή ενότητα Χανίων) er en af de fire regionale enheder på Kreta; den dækker den vestligste del af øen. Hovedstaden er byen Chania. Chania grænser kun til en anden regional enhed: Rethymnos mod øst. Den vestlige del af Kreta afgrænses mod nord af Det Kretensiske Hav, og mod vest og syd af Middelhavet. Den regionale enhed omfatter også den sydligste ø i Europa, Gavdos.

## Geografi
Den regionale enhed Chania, ofte uformelt betegnet 'Vestkreta', omfatter distrikterne Apokoronas, Sfakia og Selino i det sydvestlige hjørne. Andre byer i området er Hora Sfakion, Kissamos, Palaiochora, Maleme, Vryses, Vamos, Georgioupolis og Kalives .
Naturparken Samaria-kløften, der er en turistattraktion og et tilflugtssted for den sjældne kretensiske vildged eller kri-kri, ligger i den sydlige del af den regionale enhed. De Hvide Bjerge eller Lefka Ori, der gennemskæres af kløfterne Samaria, Aradena, Imbros og andre kløfter, er de store kalkstensbjerge der er dækket af sne indtil maj, og udgør en stor del af den regionale enhed Chania. De omfatter mere end 40 toppe der er over 2.000 meter høje. Den højeste top i dette område er Pachnes, 2.453 meter over havets overflade.
Nordkysten omfatter også tre odder, kendt som "de tre hoveder" på Kreta. Fra øst til vest er de: Akrotiri, Rodopos (også kaldet Spatha) og Gramvousa.
Det vestlige Kreta er populær blandt turister for sine forårsblomster, der blomstrer i begyndelsen af maj i bjergene. Fuglekigning er også almindeligt, hvor lammegrib og kongeørn er markante. Som ø har Kreta mange endemiske arter af planter og dyr.
Kretas eneste ferskvandssø, Kournasøen, ligger i den regionale enhed tæt på grænsen til den regionale enhed Rethymno, 47 km fra Chania. Den er relativt stor, med en omkreds på 3,5 km. Søen plejede at blive kaldt Korisia efter det gamle 'Korion', en by, der menes at have været i området med et tempel til Athena. Søen har tidligere at været fuld af ål, men er nu bedre kendt som turiststed. Taverner og vandcykeludlejningsforretninger ligger langs en del af kysten.
Chania er den regionale enhed på Kreta, der modtager mest nedbør. Exkursionsflora von Kreta af Jahn & Schoenfelder har et nedbørskort og tekst, der bekræfter, at generelt har det vestlige Kreta mere nedbør end nogen anden region i gennemsnit.

## Administration
Den regionale enhed Chania er opdelt i syv kommuner. Disse er (nummer som på kortet i infoboksen): 
- Apokoronas (2)
- Chania (1)
- Gavdos (3)
- Kantanos-Selino (4)
- Kissamos (5)
- Platanias (6)
- Sfakia (7)

### Præfektur
Chania-præfekturet (græsk: Νομός Χανίων) blev oprettet, mens Kreta stadig var en autonom stat, og blev bevaret, efter at øen sluttede sig til Grækenland i 1913. Som en del af Kallikratis regeringsreform i 2011 blev den regionale enhed Chania oprettet ud af det tidligere præfektur. Præfekturet havde samme territorium som den nuværende regionale enhed. Samtidig blev kommunerne omorganiseret i henhold til nedenstående tabel.
| Ny kommune      | Gamle kommuner        | Sæde        |
| --------------- | --------------------- | ----------- |
| Apokoronas      | Armenoi               | Vryses      |
| Apokoronas      | Asi Gonia             | Vryses      |
| Apokoronas      | Vamos                 | Vryses      |
| Apokoronas      | Georgioupoli          | Vryses      |
| Apokoronas      | Kryonerida            | Vryses      |
| Apokoronas      | Fres                  | Vryses      |
| Chania          | Chania                | Chania      |
| Chania          | Akrotiri              | Chania      |
| Chania          | Eleftherios Venizelos | Chania      |
| Chania          | Keramia               | Chania      |
| Chania          | Nea Kydonia           | Chania      |
| Chania          | Souda                 | Chania      |
| Chania          | Theriso               | Chania      |
| Gavdos          | Gavdos                | Gavdos      |
| Kantanos-Selino | Kantanos              | Palaiochora |
| Kantanos-Selino | Øst Selino            | Palaiochora |
| Kantanos-Selino | Pelekanos             | Palaiochora |
| Kissamos        | Kissamos              | Kissamos    |
| Kissamos        | Innachori             | Kissamos    |
| Kissamos        | Mythimna              | Kissamos    |
| Platanias       | Platanias             | Gerani      |
| Platanias       | Voukolies             | Gerani      |
| Platanias       | Kolymvari             | Gerani      |
| Platanias       | Mousouroi             | Gerani      |
| Sfakia          | Sfakia                | Sfakia      |